# Església parroquial de la Immaculada
L'Església parroquial de la Immaculada és una església del municipi de Figueres (Alt Empordà) que forma part de l'Inventari del Patrimoni Arquitectònic de Catalunya.

## Descripció
És un edifici situat al costat de l'institut Ramon Muntaner. És de planta rectangular, de línies modernes. Consta d'una planta de soterranis destinada a cripta, una planta principal pel temple amb capacitat per 508 feligresos i les dependències pròpies del culte. A la banda est hi ha una primera i segona planta que serveix de rectoria. Presenta un campanar central sobre la façana, de tipus quadrangular. La façana presenta una planta baixa amb pòrtics que enllacen en una barana del primer pis, dividit en tres registres de tres finestres cada un.

## Història
El 1957, es presentà el projecte del temple, per l'arquitecte Claudi Díaz Pèrez. La primera pedra es va col·locar durant les Fires de 1958. Ocupa el lloc on s'aixecava l'antiga església de Sant Francesc, al costat de l'edifici de l'antic convent dels Franciscans, on avui hi ha l'Institut Ramon Muntaner. L'antiga església 1855 va perdre llur cúpula però la resta de l'edificació el 1877 encara estava dempeus.